# Pinsefrokost
Pinsefrokost er et fællesarrangement, hvor der ved en frokost serveres dansk smørrebrød og evt. lune retter i anledning af højtiden.
Arrangementet er ofte meget lig julefrokost og påskefrokost. Der kan dog i betragtning af årstiden (maj/juni) også være tale om en skovtur med medbragt madkurv. Herom vidner bl.a. digteren Sigfred Pedersens vise »Pinsefrokost i det Grønne« fra 1938.